# Debian
Debian (/ˈdɛbiən/) je slobodna i otvorena Linux distribucija koju razvija Debian Projekt, a osnovao ju je Ian Murdock u kolovozu 1993. godine. Debian je jedan od najstarijih operacijskih sustava temeljenih na Linux jezgru, te predstavlja osnovu za mnoge druge Linux distribucije.

## Povijest i razvoj
Debian Projekt započet je 1993. g., kada je Ian Murdock poslao otvoreni poziv softverskim razvijateljima da doprinesu kompletnoj i dosljednoj softverskoj distribuciji baziranoj na relativno novoj Linux jezgri i GNU sistemskim programima.
Ta relativno mala grupa entuzijasta posvećenih svom zadatku, koju je u početku financirala Free Software Foundation i na koju je utjecala GNU filozofija, tijekom godina narasla je na organizaciju od oko 1000 razvijatelja Debiana.
Danas, osim Linuxa, Debian podržava i druge jezgre, poput jezgre BSD operacijskih sustava, i HURDa (originalne GNU jezgre koju razvija Free software foundation). Takvi sustavi dobivaju ime poput GNU/kFreeBSD. Za sve te distribucije operacijskog sustava Debian dobrovoljci stvaraju pakete s programima, od čega najveći broj za GNU/Linux distribucije, i to za i386 platformu, koju po broju paketa slijedi amd64 verzija.

## Verzije
- 14.0 - forky - TBA
- 13.0 - trixie, neodlučeno (ali isčekivano u 2025.)[2]
- 12.0 - bookworm, izdan 10. lipnja 2023.
- 11.0 - bullseye, izdan 14. kolovoza 2021.
- 10.0 - buster, izdan 6. srpnja 2019.
- 9.0 - stretch, izdan 17. lipnja 2017.
- 8.0 - jessie, izdan 25. travnja 2015.
- 7.0 - wheezy, izdan 4. svibnja 2013.
- 6.0 - squeeze, izdan 6. veljače 2011.
- 5.0 - lenny, izdan 14. veljače 2009.
- 4.0 - etch, izdan 8. travnja 2007.
- 3.1 – sarge, izdan 6. lipnja 2005.
- 3.0 – woody, izdan 19. srpnja 2002.
- 2.2 – potato, izdan 15. kolovoza 2000.
- 2.1 – slink, izdan 9. ožujka 1999.
- 2.0 – hamm, izdan 24. srpnja 1998.
- 1.3 – bo, izdan 2. lipnja 1997.
- 1.2 – rex, izdan 12. prosinca 1996.
- 1.1 – buzz, izdan 17. lipnja 1996.

## Filozofija rada
Razvijatelji Debiana uključeni su u raznolike aktivnosti, uključujući uređivanje web-stranica projekta, grafički dizajn, legalnu analizu softverskih licencija, pisanje dokumentacije, i, naravno, održavanje softverskih paketa.
U interesu komuniciranja filozofije i privlačenja razvijatelja koji vjeruju u principe koji su bit Debiana, Debian Projekt objavio je brojne dokumente koji opisuju njihove vrijednosti i služe kao vodiči objašnjenju bivanja Debian razvijateljem:
- Debianov društveni ugovor izražava Debianove obveze prema zajednici slobodnog softvera.[3] Svatko tko pristane poštovati Debianov društveni ugovor može postati održavatelj.[4]

Svaki održavatelj može u Debian uvesti nove programe ako oni zadovoljavaju njihove kriterije slobode, a paket slijedi standarde kvalitete.
- Debianove smjernice slobodnog softvera jasno i sažeto izražavaju Debianove kriterije slobodnog softvera.[5] Ovo je vrlo utjecajan dokument u pokretu slobodnog softvera i čini osnovu za Open Source Free Software Guidelines.[6]

- Debian pravilnik opširna je specifikacija standarda kvalitete Debian projekta.[7]

Debian razvijatelji također su uključeni u brojne druge projekte, od kojih su neki specifični za Debian, a drugi uključuju i druge članove Linux zajednice. Neki primjeri su:
- Linux Standard Base (LSB) projekt je kojem je cilj standardizacija osnovnog GNU/Linux sustava, koja će omogućiti vanjskim softverskim i hardverskim razvijateljima da lagano dizajniraju upravljačke i razne druge programe za Linux-općenito, nego za specifičnu GNU/Linux distribuciju.

- Filesystem Hierarchy Standard (FHS) pokušaj je standardiziranja dizajna Linux datotečnog sustava. FHS će omogućiti softverskim razvijateljima da koncentriraju svoje napore u dizajniranje programa, bez brige o tome kako će se paket instalirati u različitim GNU/Linux distribucijama.

- Debian Jr. neaktivni je interni projekt, s ciljem da osigura da Debian ima nešto ponuditi najmlađim korisnicima Linux operacijskog sustava.[8]

## Vanjske poveznice
- Debian - službena stranica  Arhivirana inačica izvorne stranice od 18. studenoga 2019. (Wayback Machine)
- Debian FAQ (engl.)
- Podrška korisnicima Debiana